# Tietosanakirja
Tietosanakirja (n.đ. 'bách khoa toàn thư') là quyển bách khoa toàn thư đầu tiên viết bằng tiếng Phần Lan, gồm 11 tập được viết từ 1909 đến 1922. Nó có tổng cộng 66 nghìn bài viết.